# Trachythyone lechleri
Trachythyone lechleri is een zeekomkommer uit de familie Cucumariidae.
De wetenschappelijke naam van de soort werd in 1885 gepubliceerd door Kurt Lampert.